# Jean Henri-Labourdette
Pour les articles homonymes, voir Labourdette.
Ne doit pas être confondu avec Jacques Henri-Labourdette.
Jean Henri-Labourdette (né Jean Jacques Labourdette) (4 décembre 1888 - 20 août 1972) est un carrossier designer automobile français de renom, en activité de 1858 à 1939.

## Historique
En 1858 Jean Baptiste Labourdette (1826-1895, grand père forgeron carrossier paternel de Jean Henri-Labourdette) déménage à Paris avec ses frères, de son Béarn natal, pour fonder en 1855 la société « Labourdette & Frères », fabricant de voitures hippomobiles, au 105 avenue de Malakoff. Son fils héritier Henri-Jean Labourdette (1855-1910) lui succède avec succès, et rebaptise la société « Henri-Labourdette ». Pionnier de l'Histoire de l'automobile, il produit entre autres les carrosseries des premières voitures de série à moteur à essence, dont le premier vis-à-vis de Georges Richard de 1896, ainsi que la première Renault Type A de 1899 de Louis Renault...

Quelques modèles Labourdette
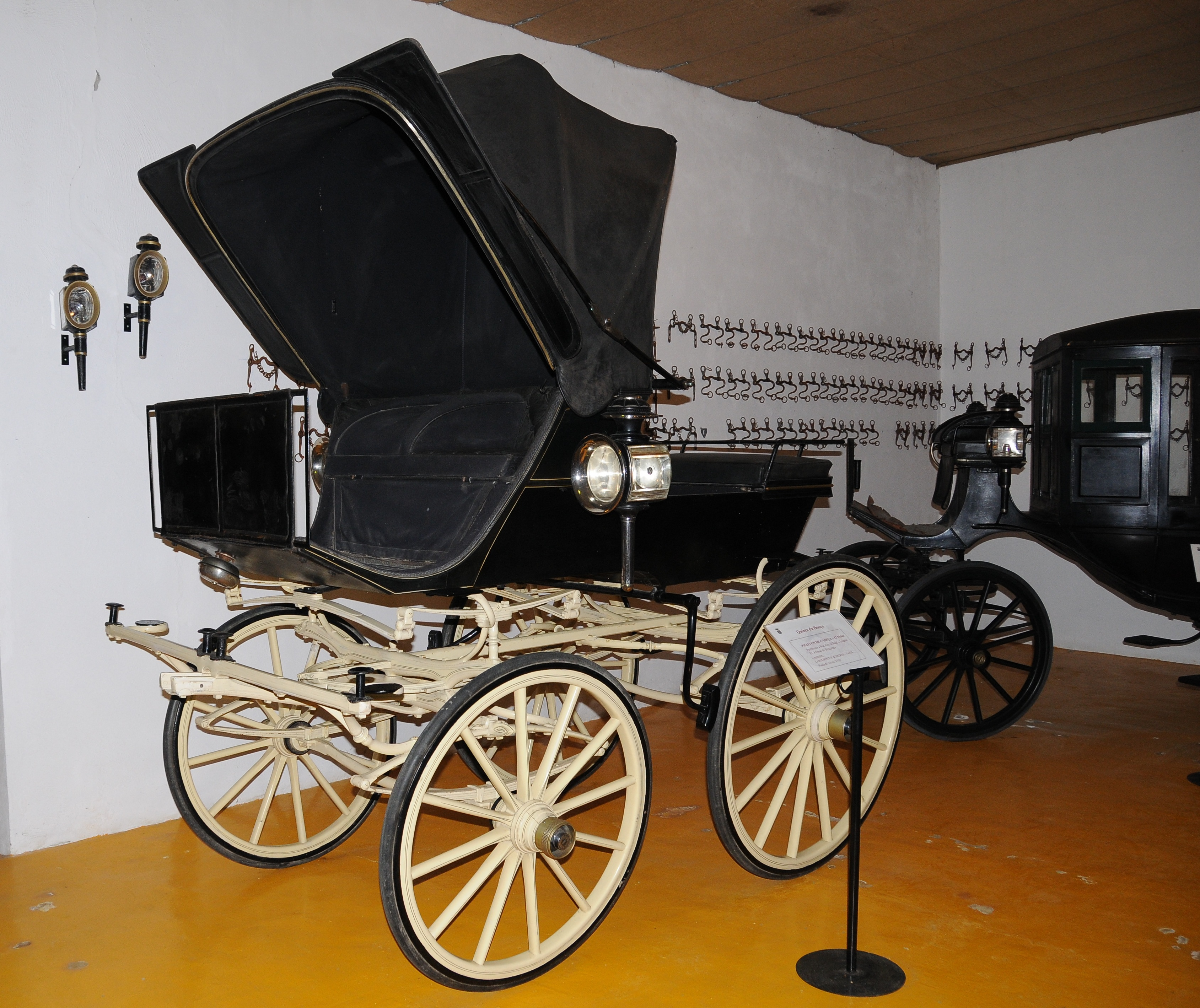
Phaéton Labourdette & Fréres
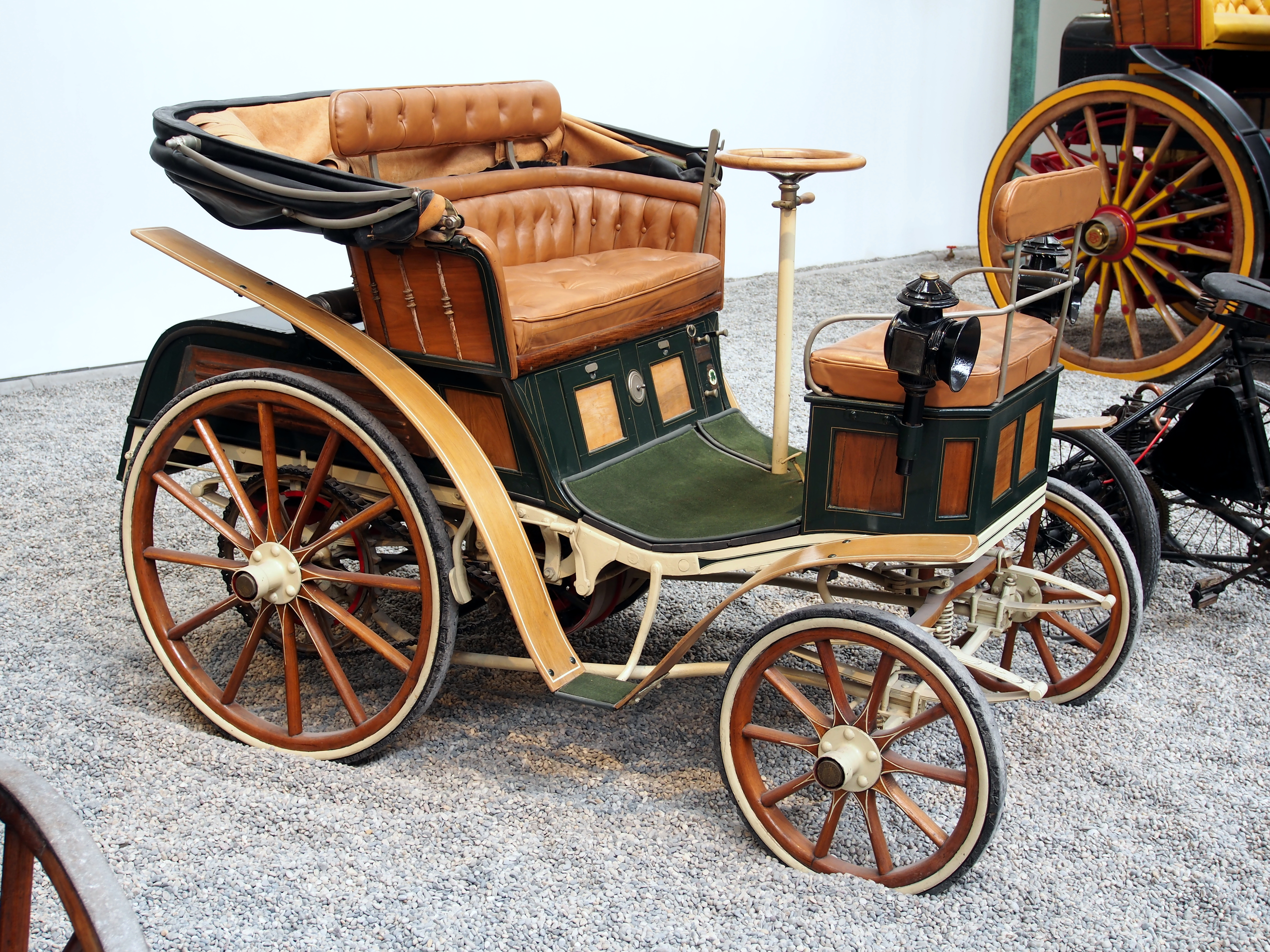
Vis-à-vis Georges Richard 1896
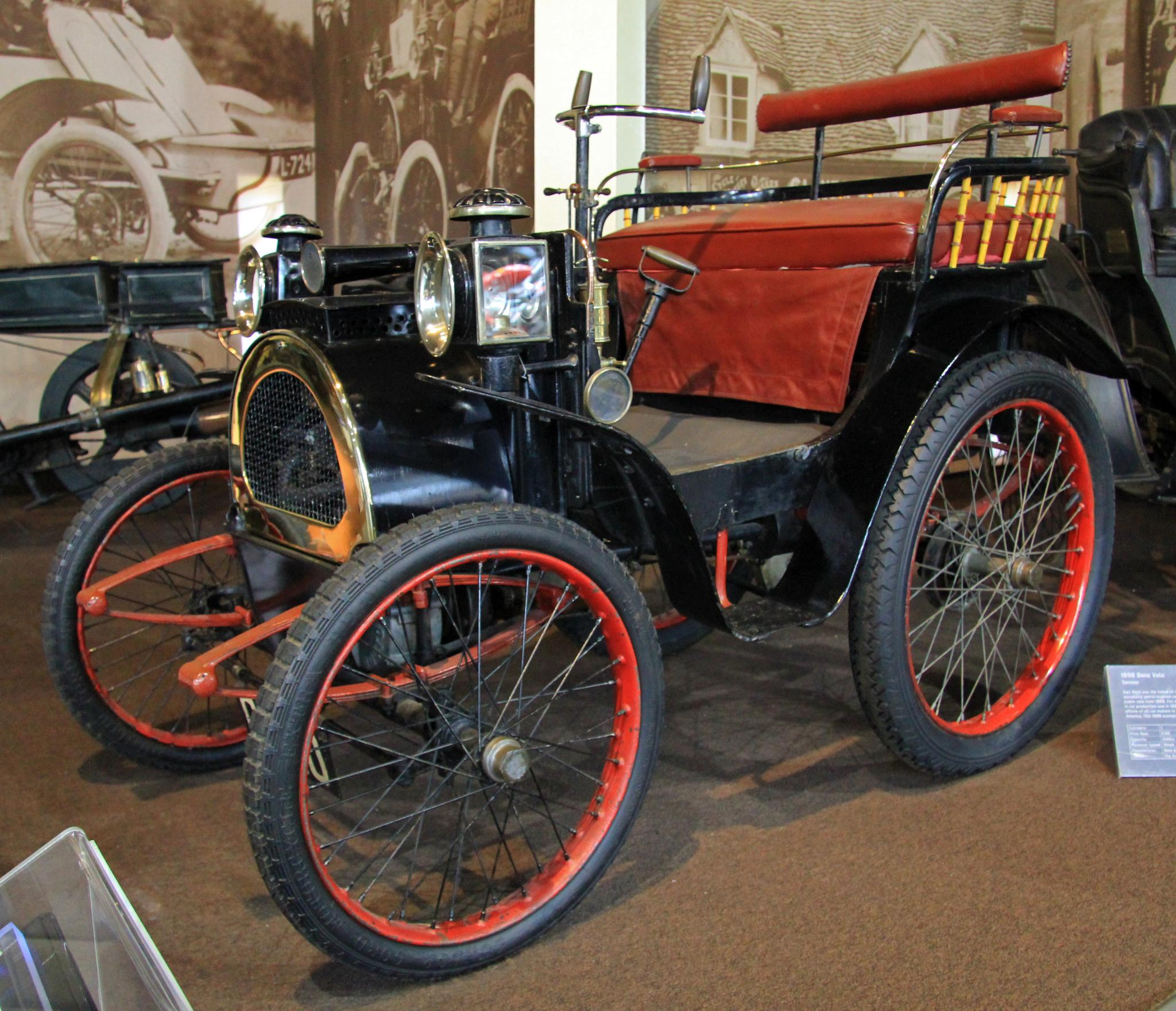
Renault Type A 1898
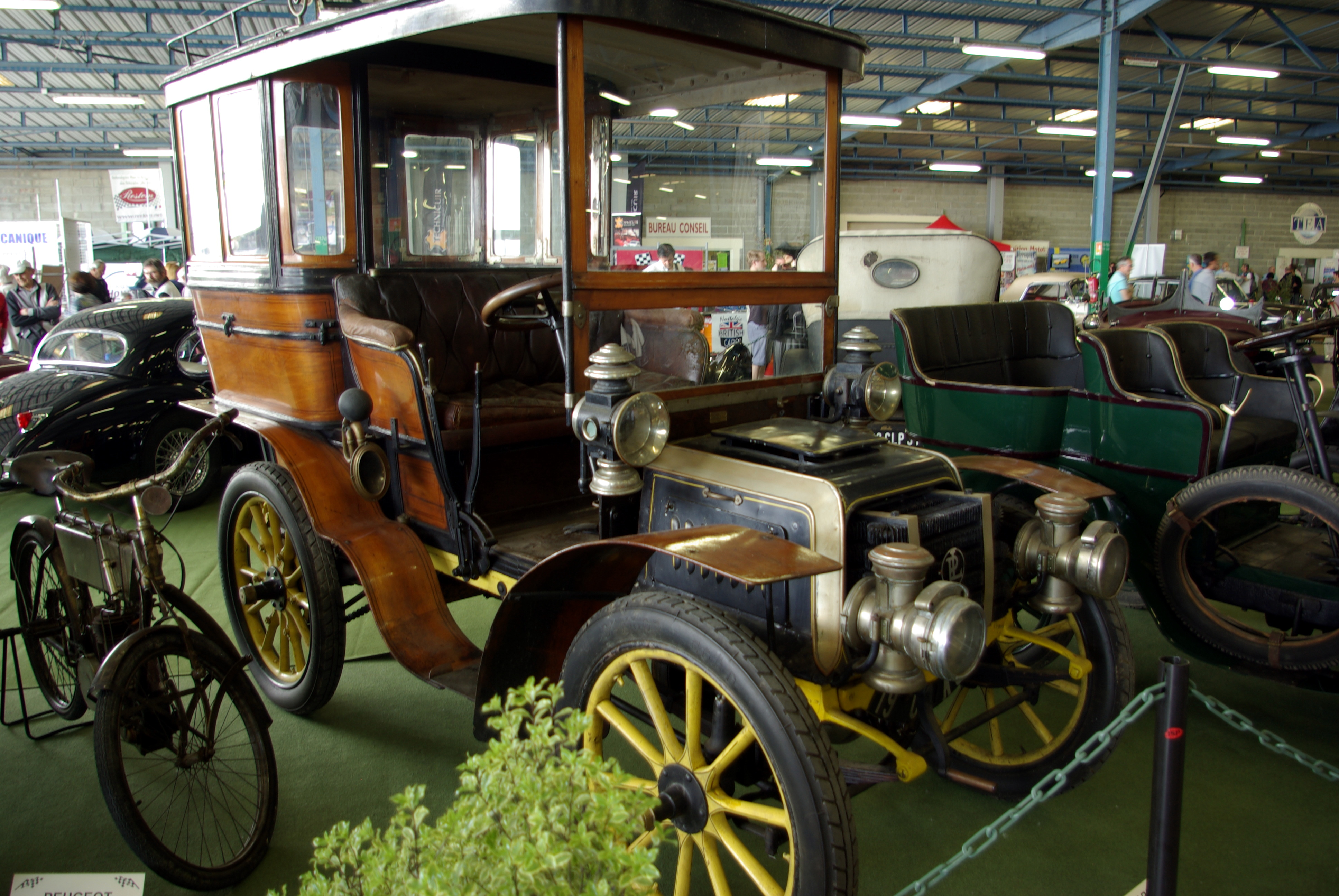
Panhard & Levassor B2 1901
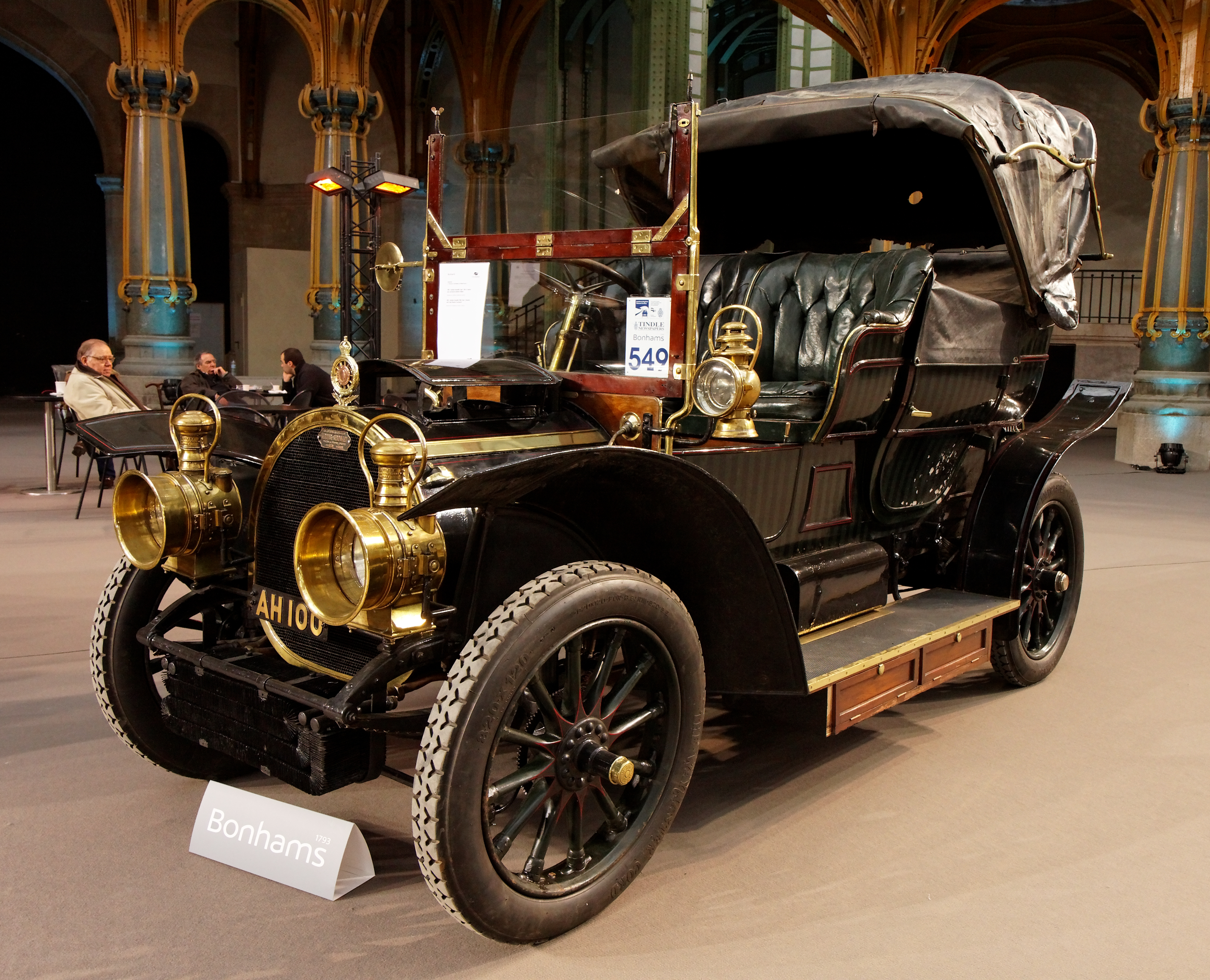
Gardner-Serpollet Type L 1905
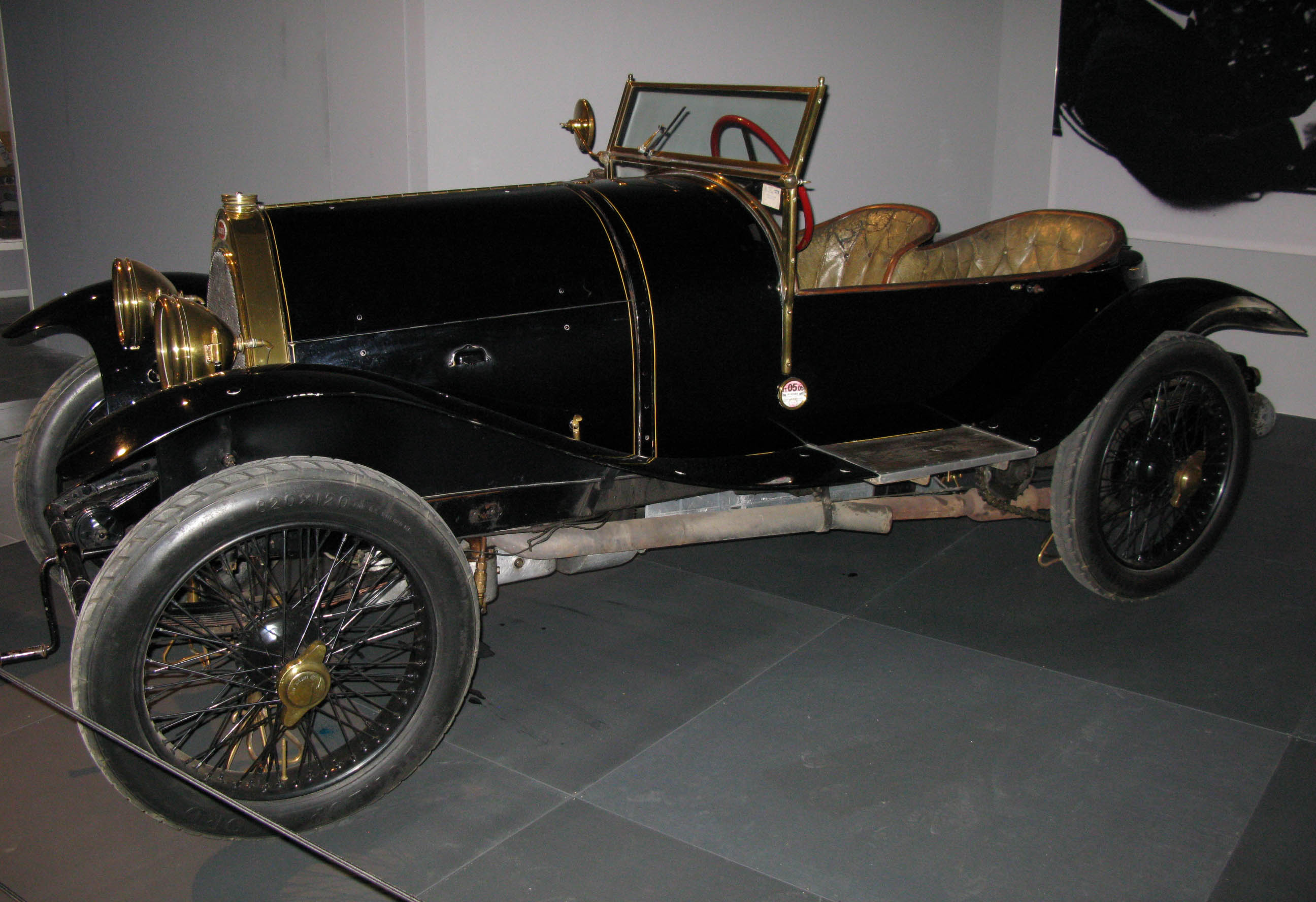
Bugatti Type 18 Black Bess de l'aviateur Roland Garros 1912
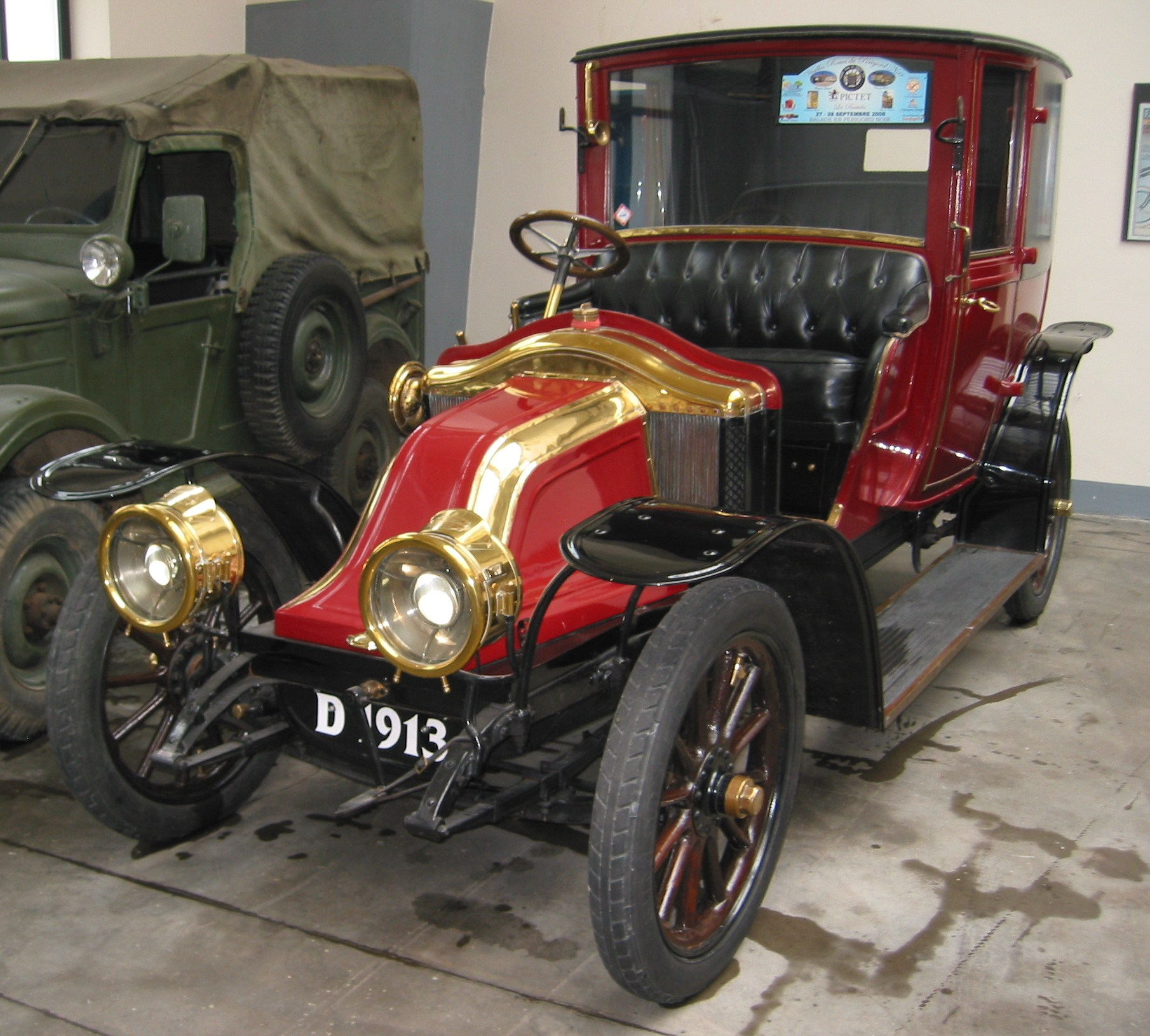
Renault 11CV DM Coupe-Chauffeur 1913
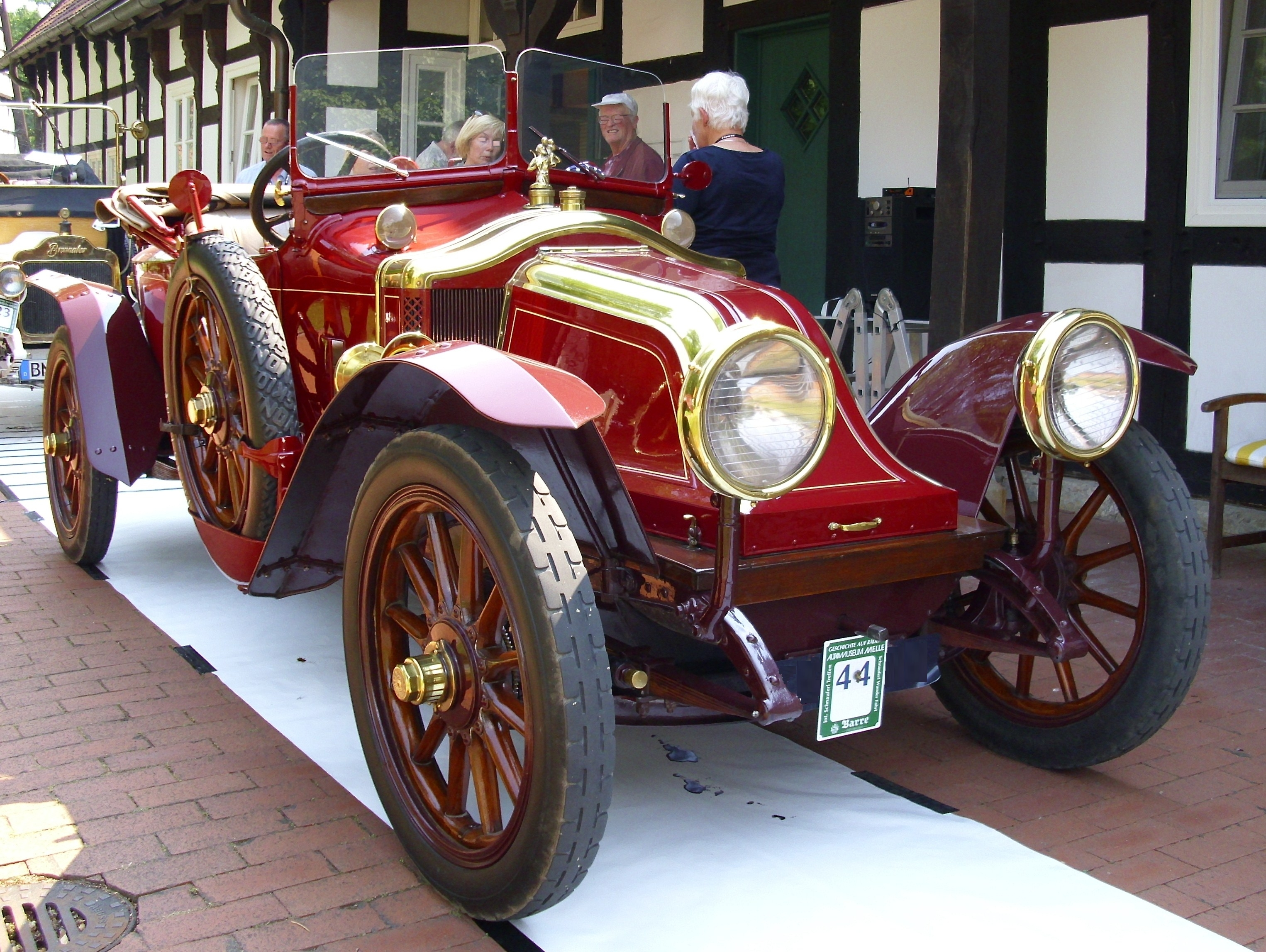
Renault 20CV EI 1914
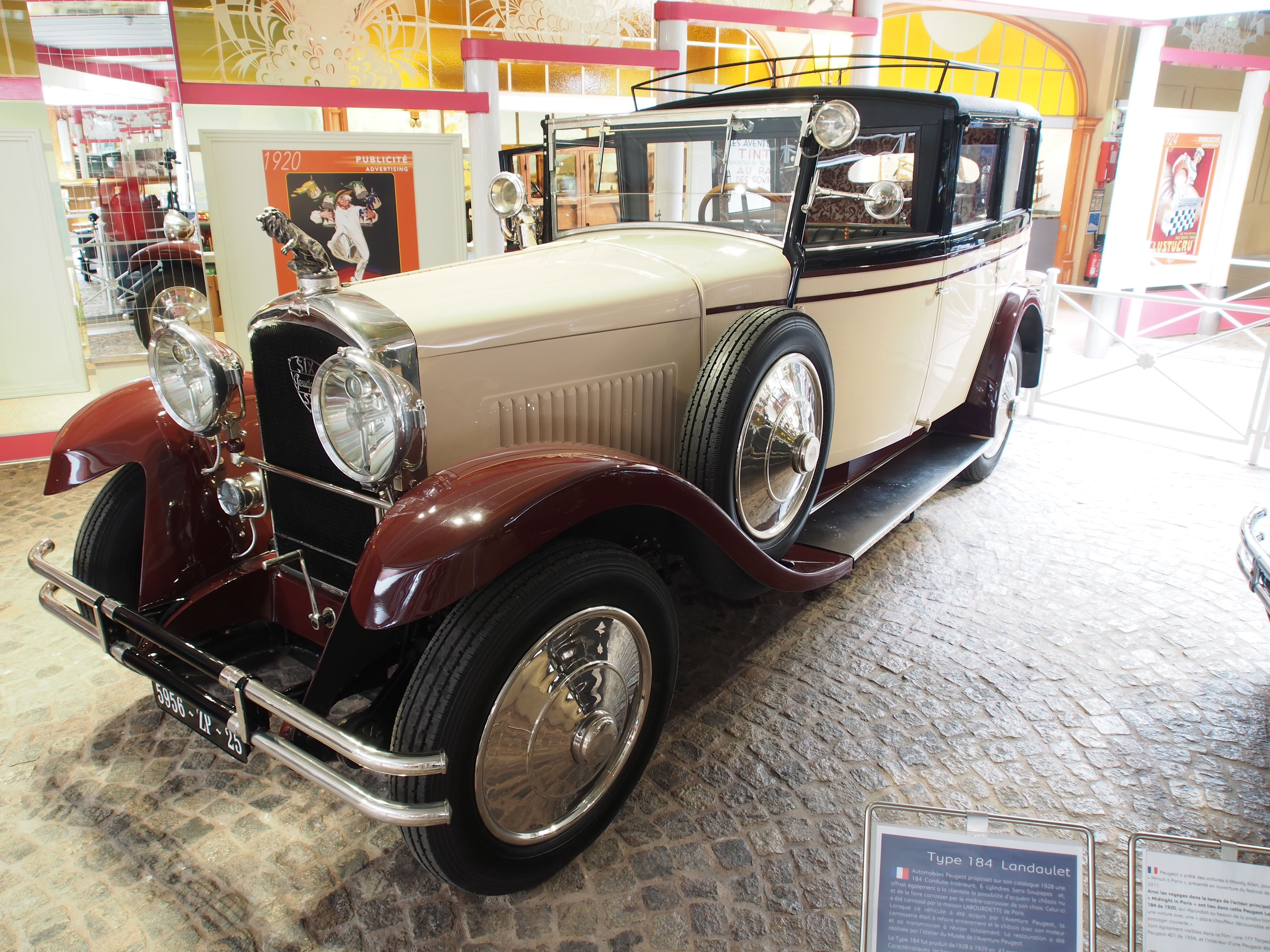
Peugeot Type 184 Coupé de ville 1928
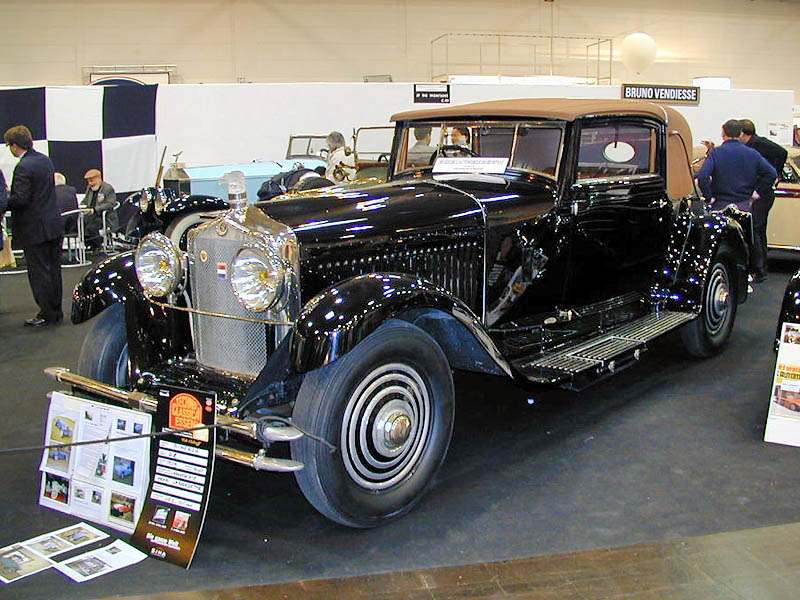
Minerva AK 1929
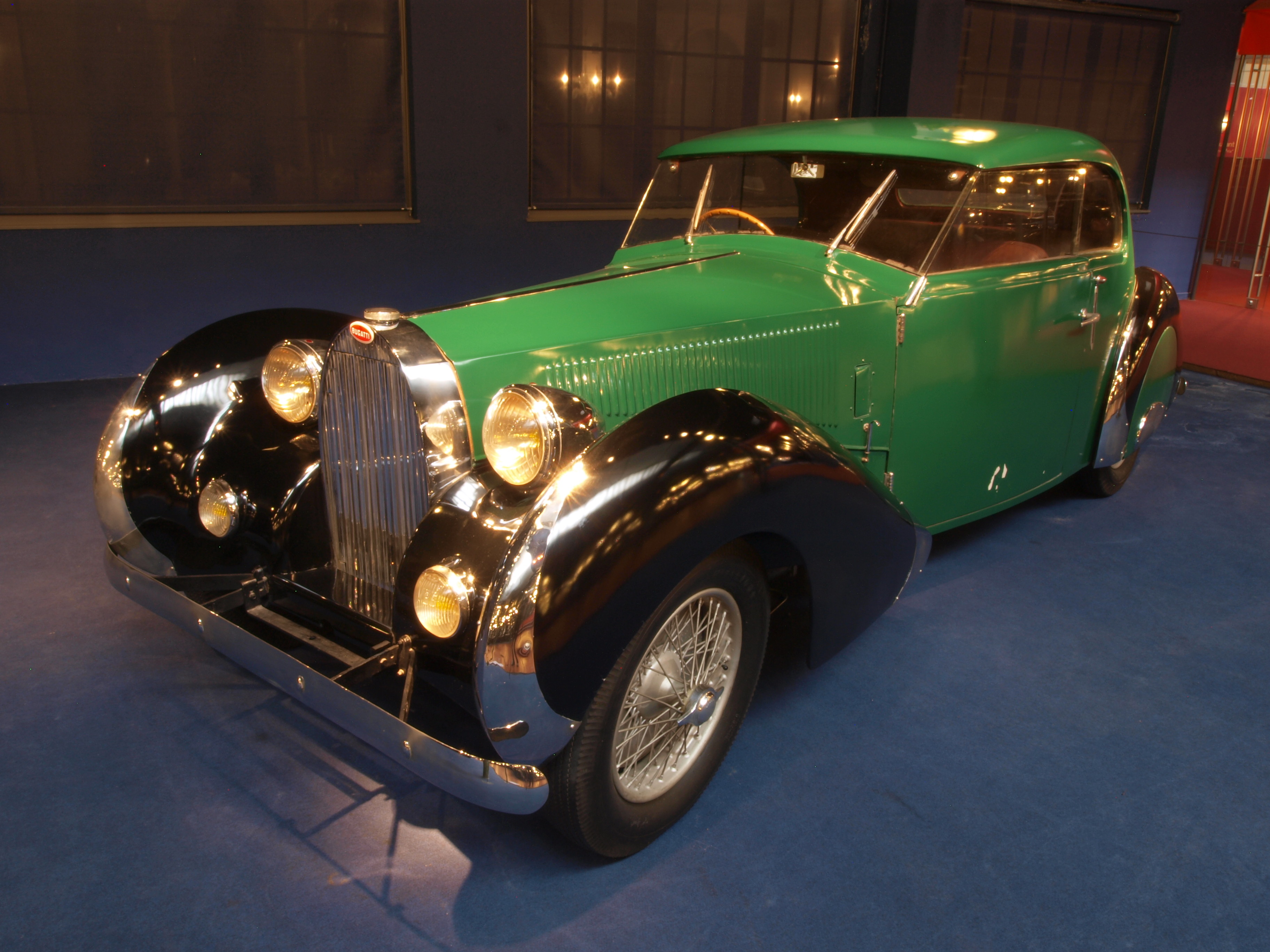
Bugatti Type 57 Coach 1936

A la disparition prématurée de son père en 1910, Jean Henri-Labourdette (1888-1972) reprend la direction de l'entreprise familiale, avec son frère Fernand Henri-Labourdette. Grâce au recours à des techniques nouvelles et l'adoption de lignes résolument modernes et avant-gardistes pour l'époque, Jean Henri-Labourdette ne tarde alors pas à devenir un des plus prestigieux et célèbres carrossiers français des années 1930 de l'entre-deux-guerres, avec entre autres Figoni & Falaschi, Henri Chapron, Letourneur & Marchand, Carrosserie Pourtout, et Jacques Saoutchik... avec des succursales sur l'avenue des Champs-Élysées, à Madrid, et à Saint-Pétersbourg...

Série Skiff Labourdette
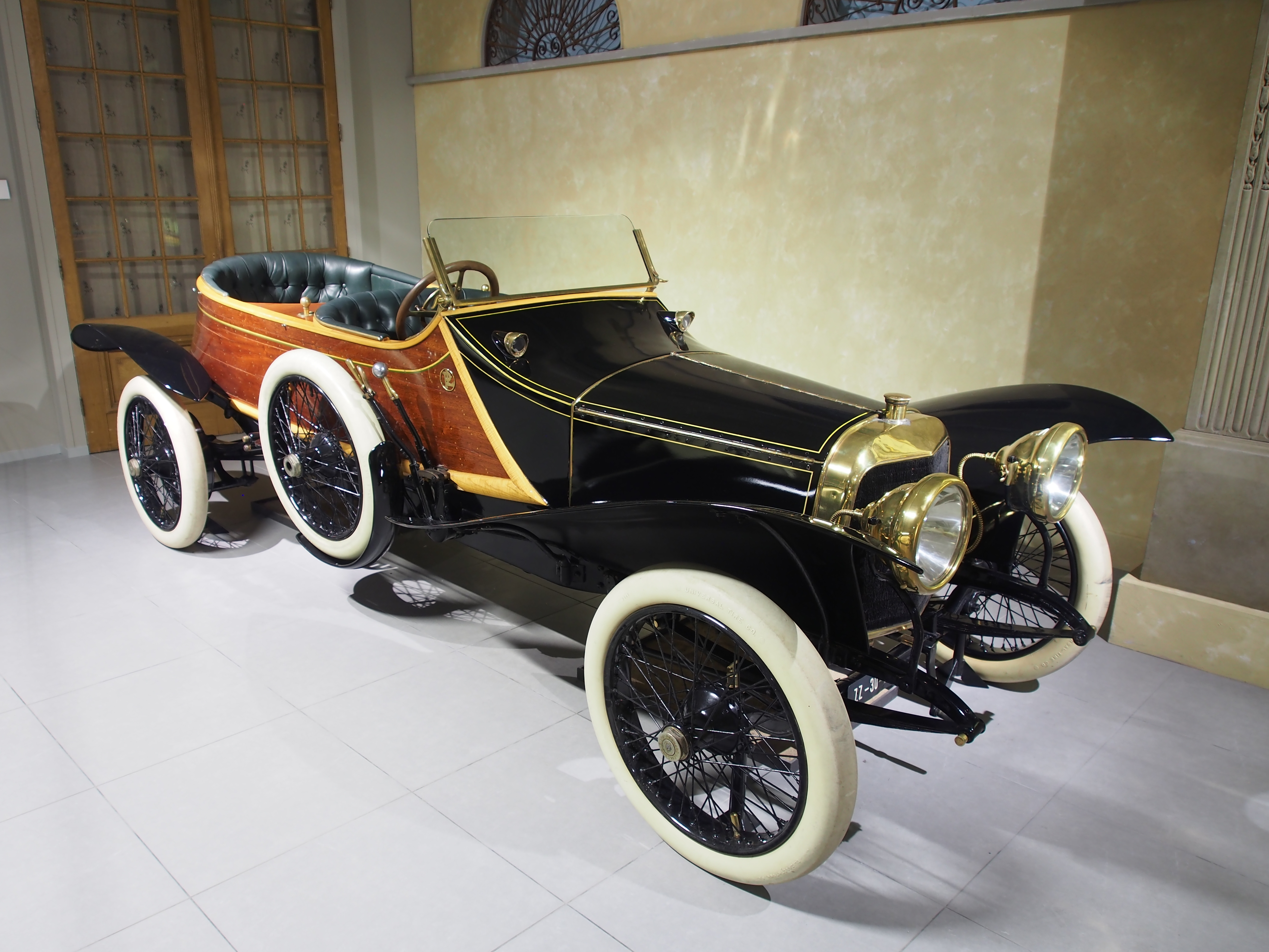
Panhard & Levassor X19 Skiff 1912
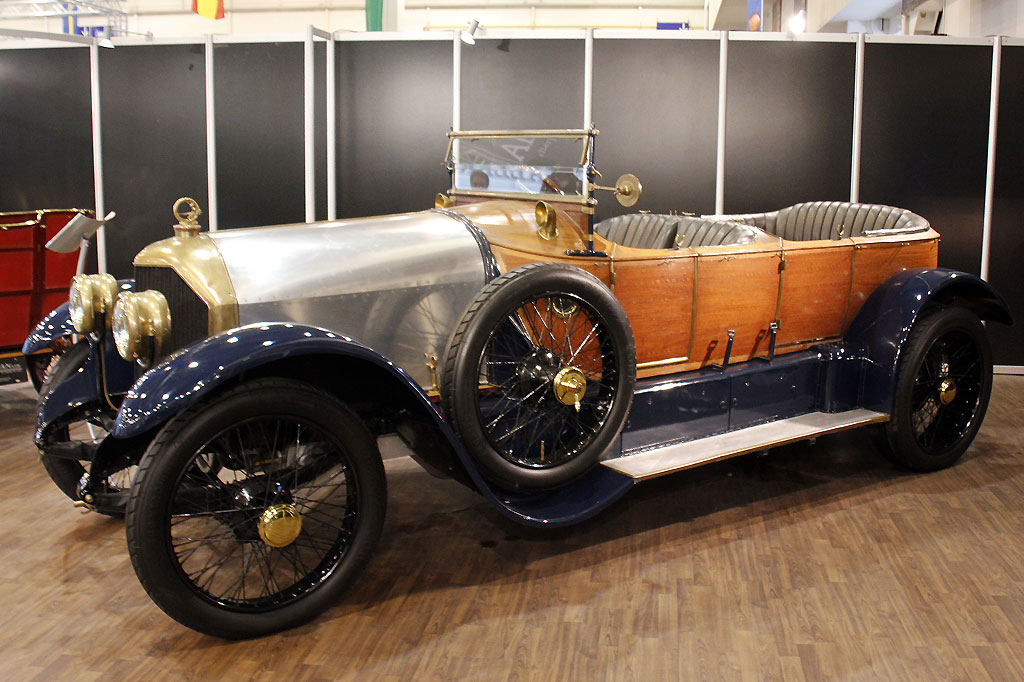
Gobron-Brillié Skiff by Rothschild 1912
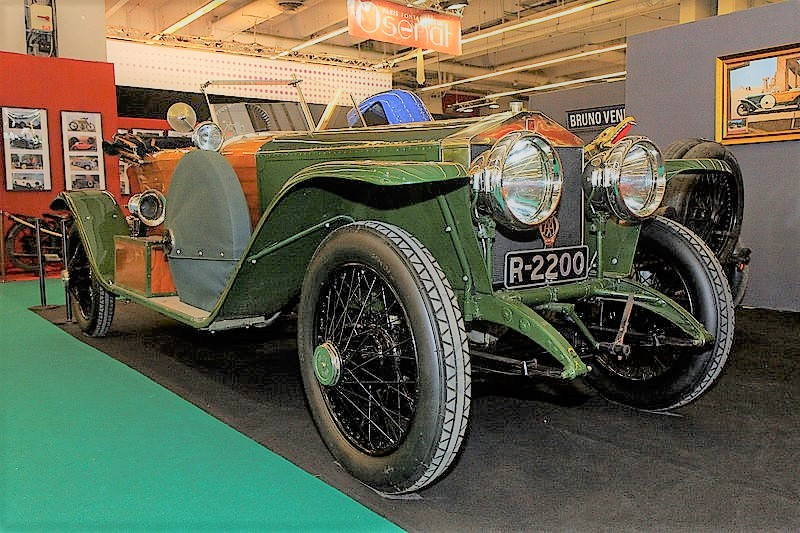
Rolls-Royce Silver Ghost Skiff 1914
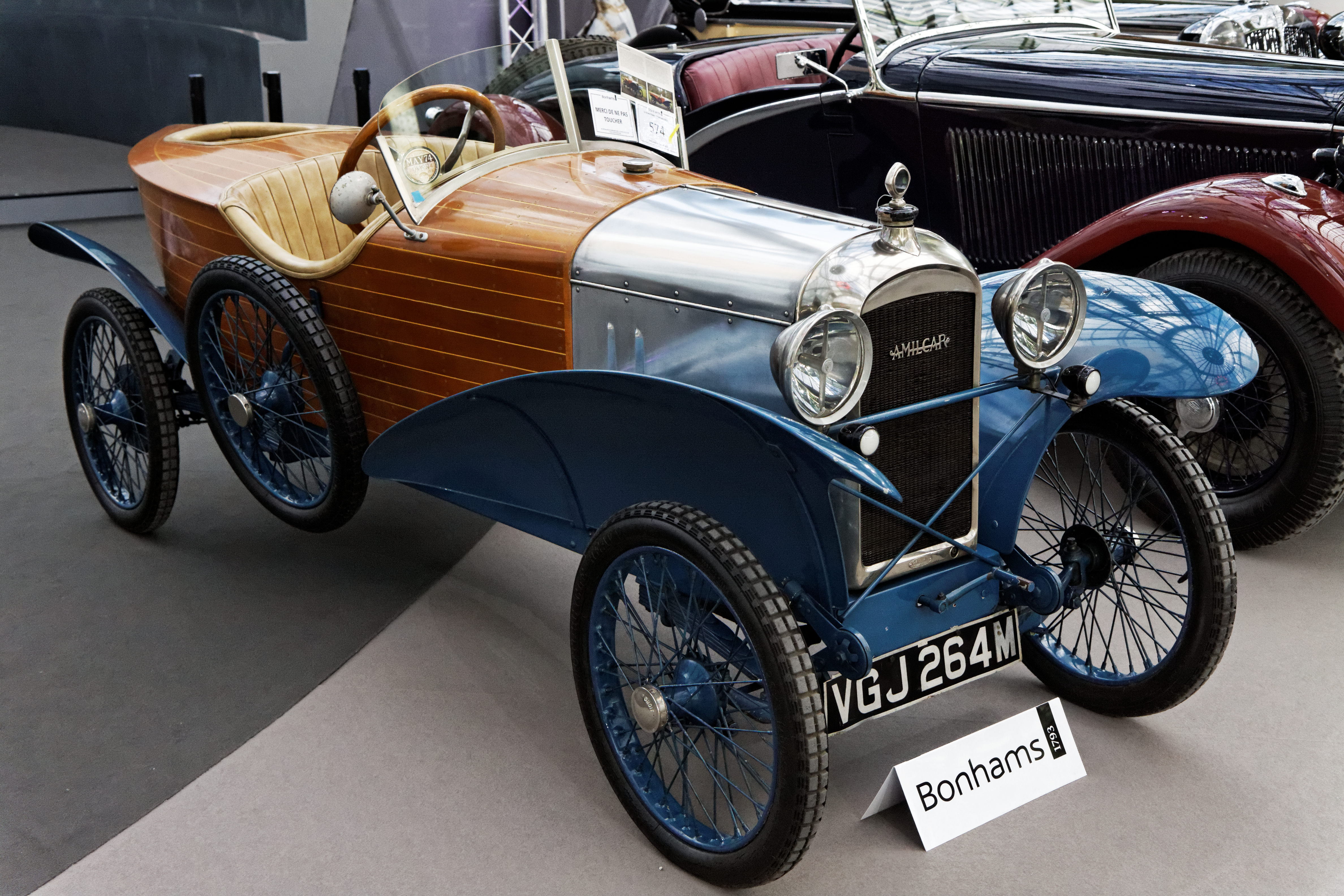
Amilcar Type 4C Skiff 1922
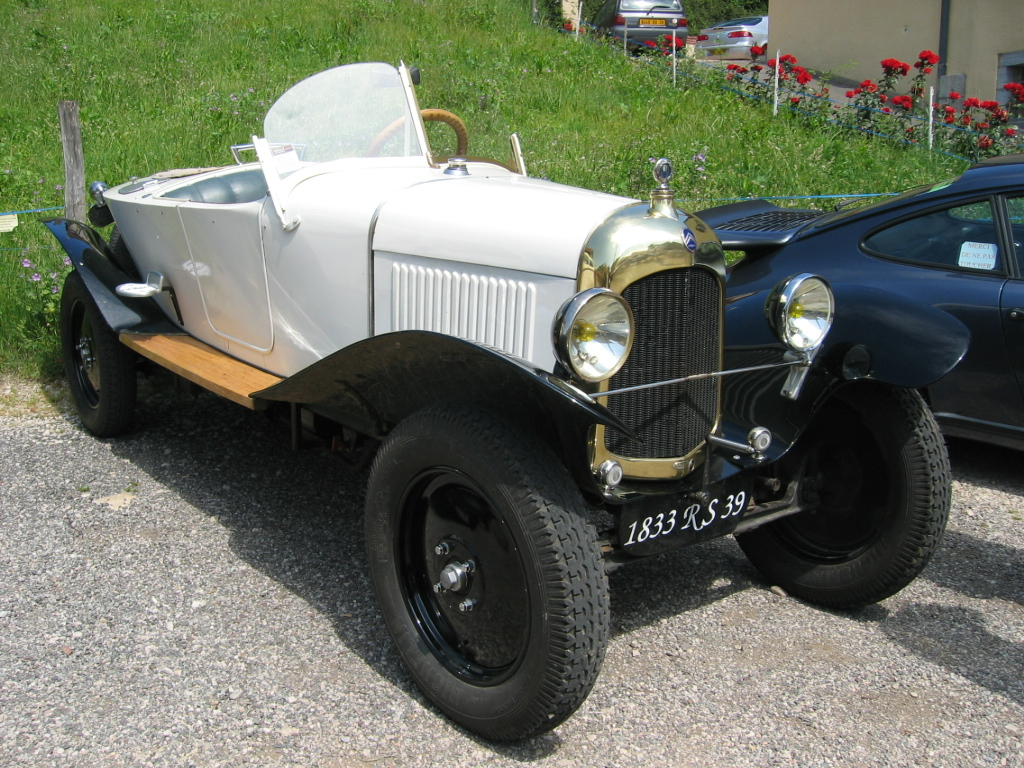
Citroën B2 Sport Caddy 1922
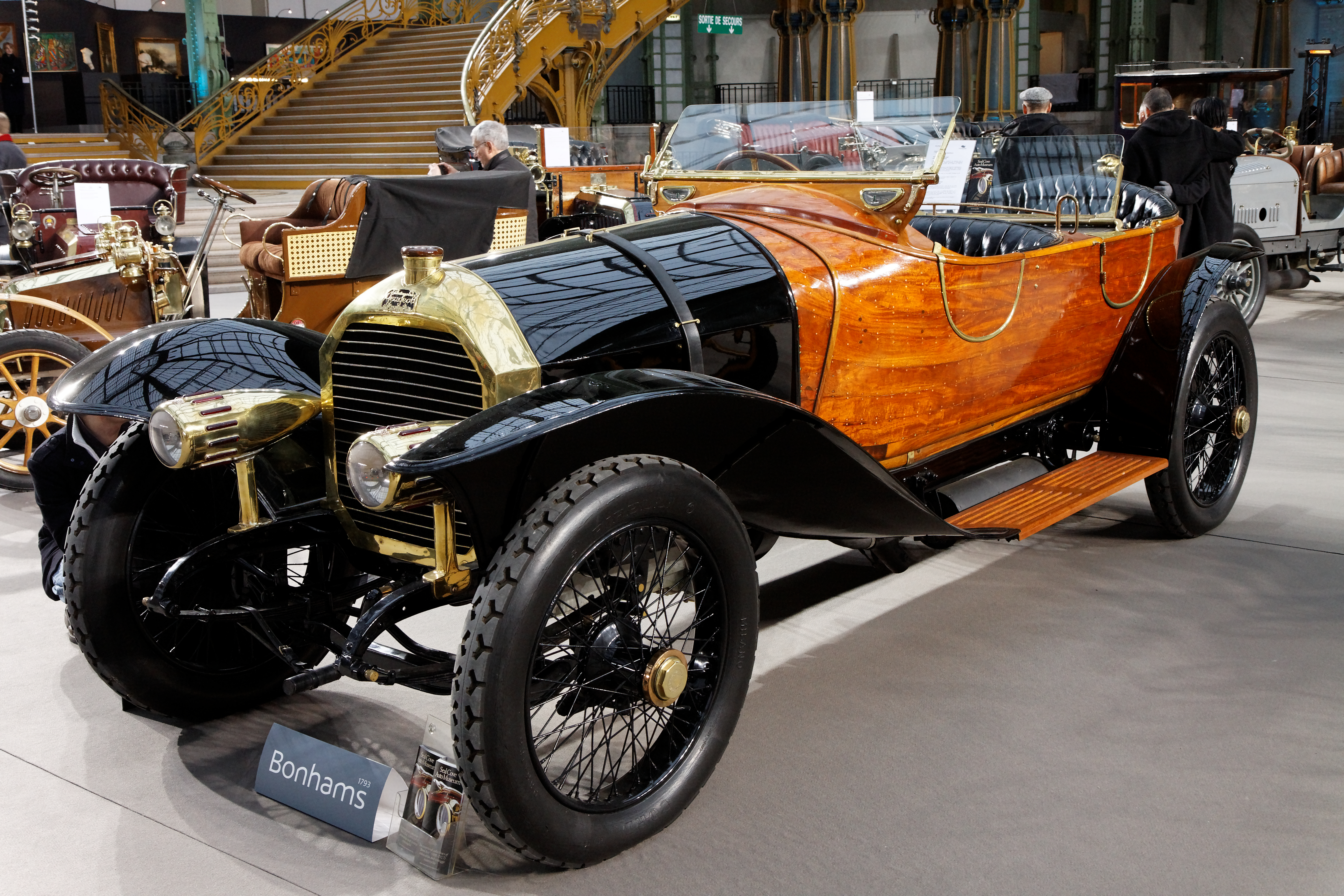
Peugeot Type 160 1923
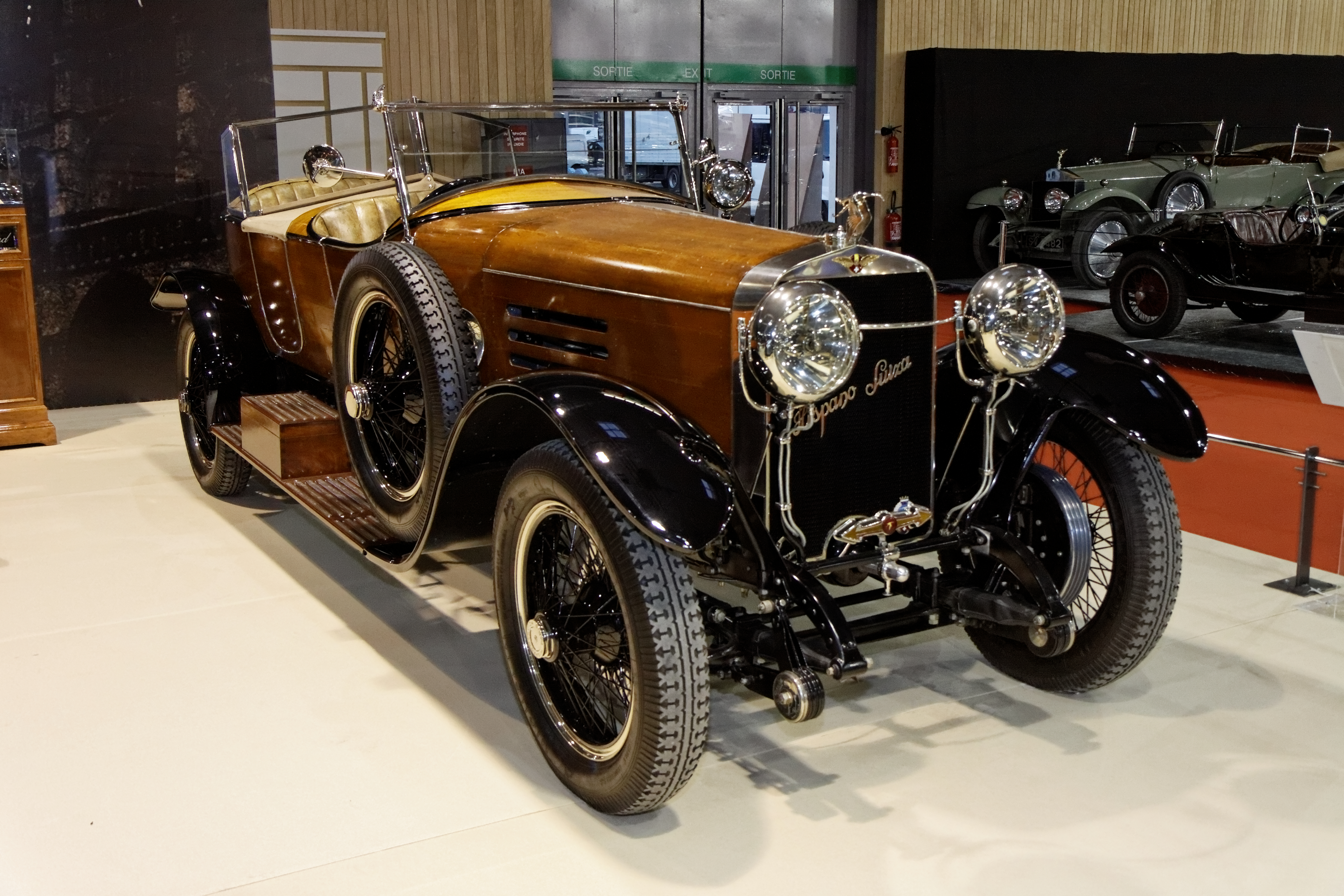
Hispano-Suiza H6 B 1923
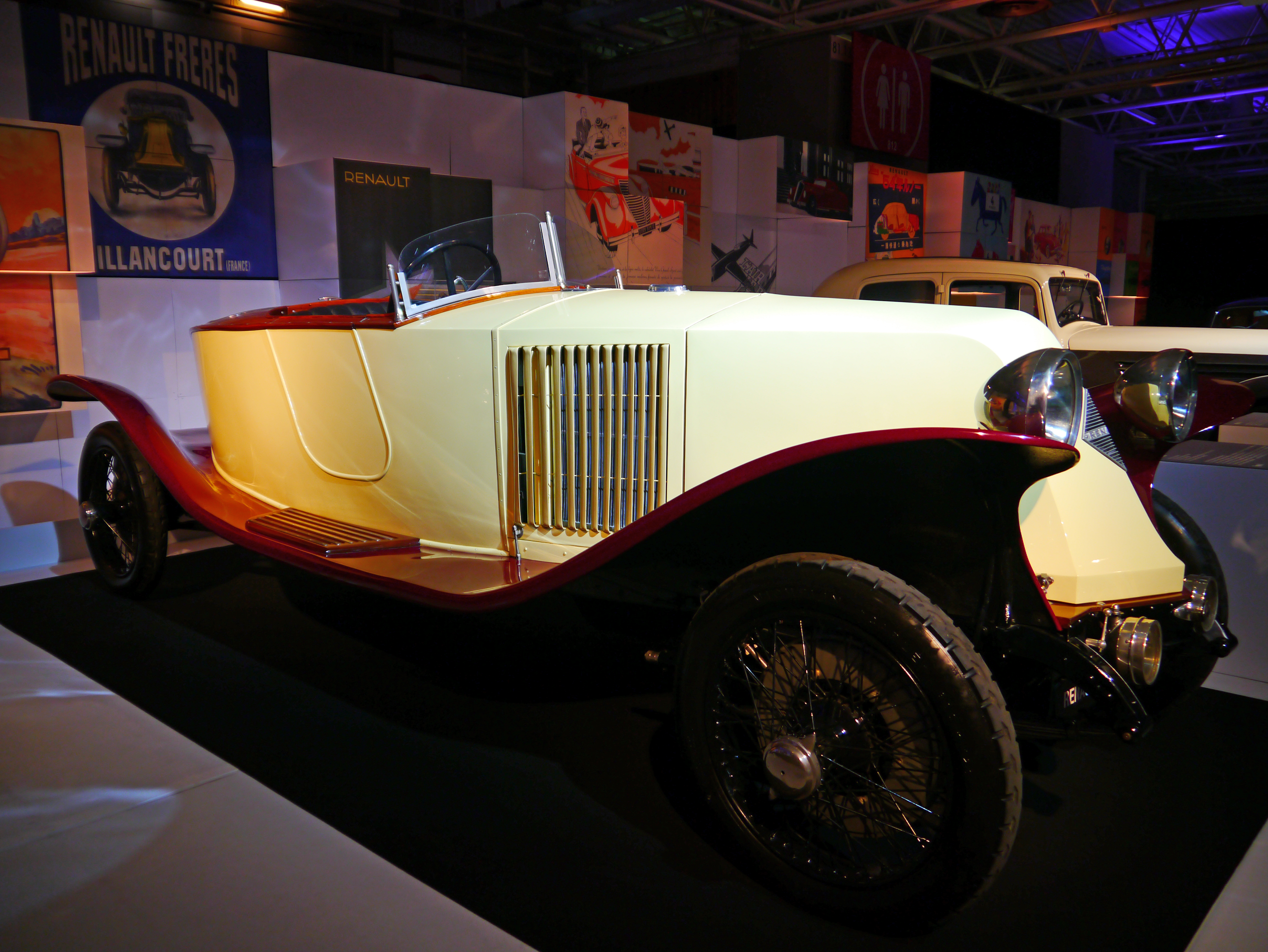
Renault 18CV JY 1923
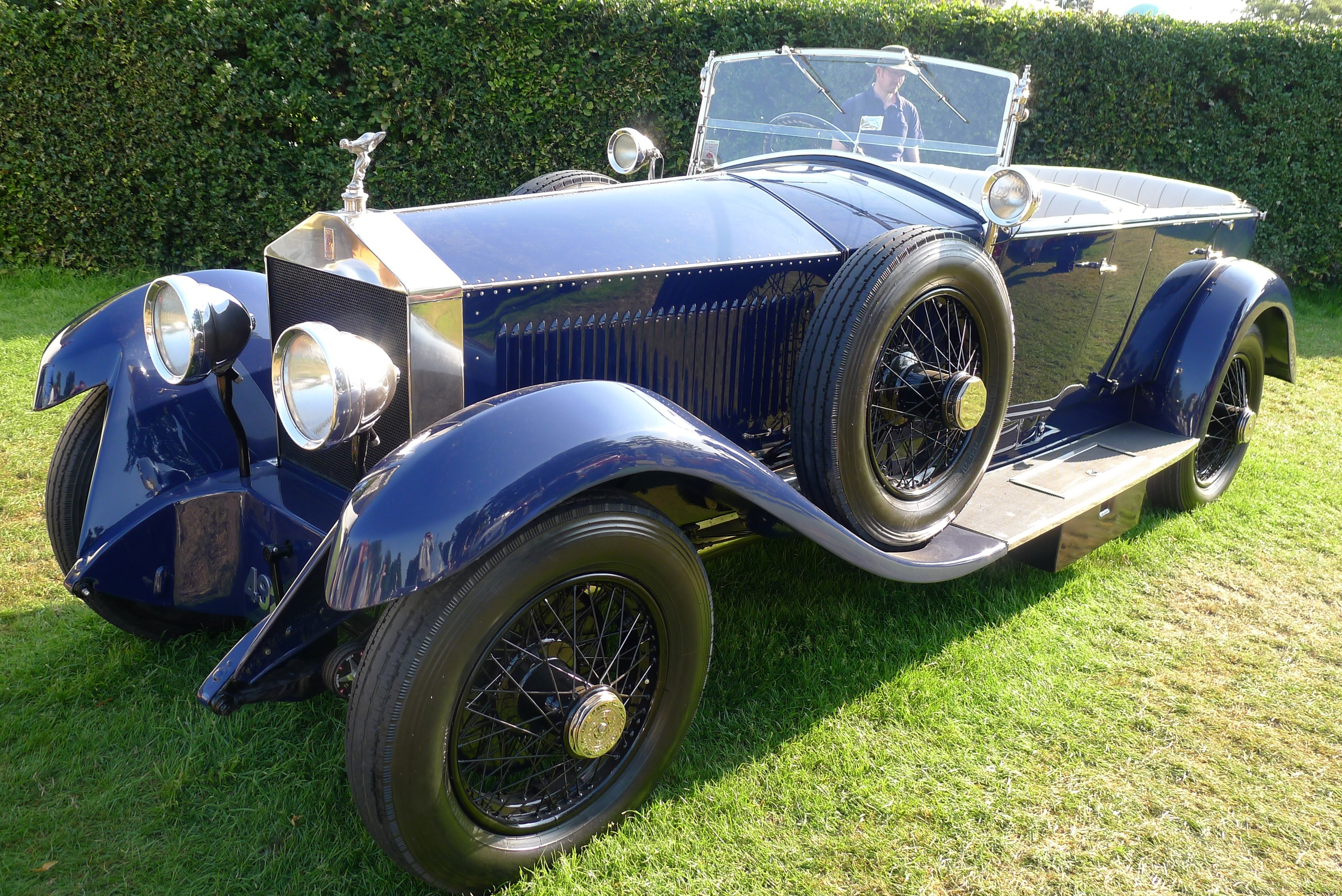
Rolls-Royce Silver Ghost 1924

La déclaration de la Seconde Guerre mondiale en 1939 marque la fin de l’activité carrosserie Henri-Labourdette. Après la guerre, Jean Henri Labourdette réalise encore quelques études théoriques anecdotiques de carrosseries, à base de maquettes, dont des concepts car à base de Renault 4CV. Il disparaît en 1972, à l'age de 83 ans,  dans sa propriété du Rouret, près de Nice, sur la Côte d'Azur. 

Série Renault 4CV et Rolls-Royce Phantom III « Vutotal » Labourdette 1939
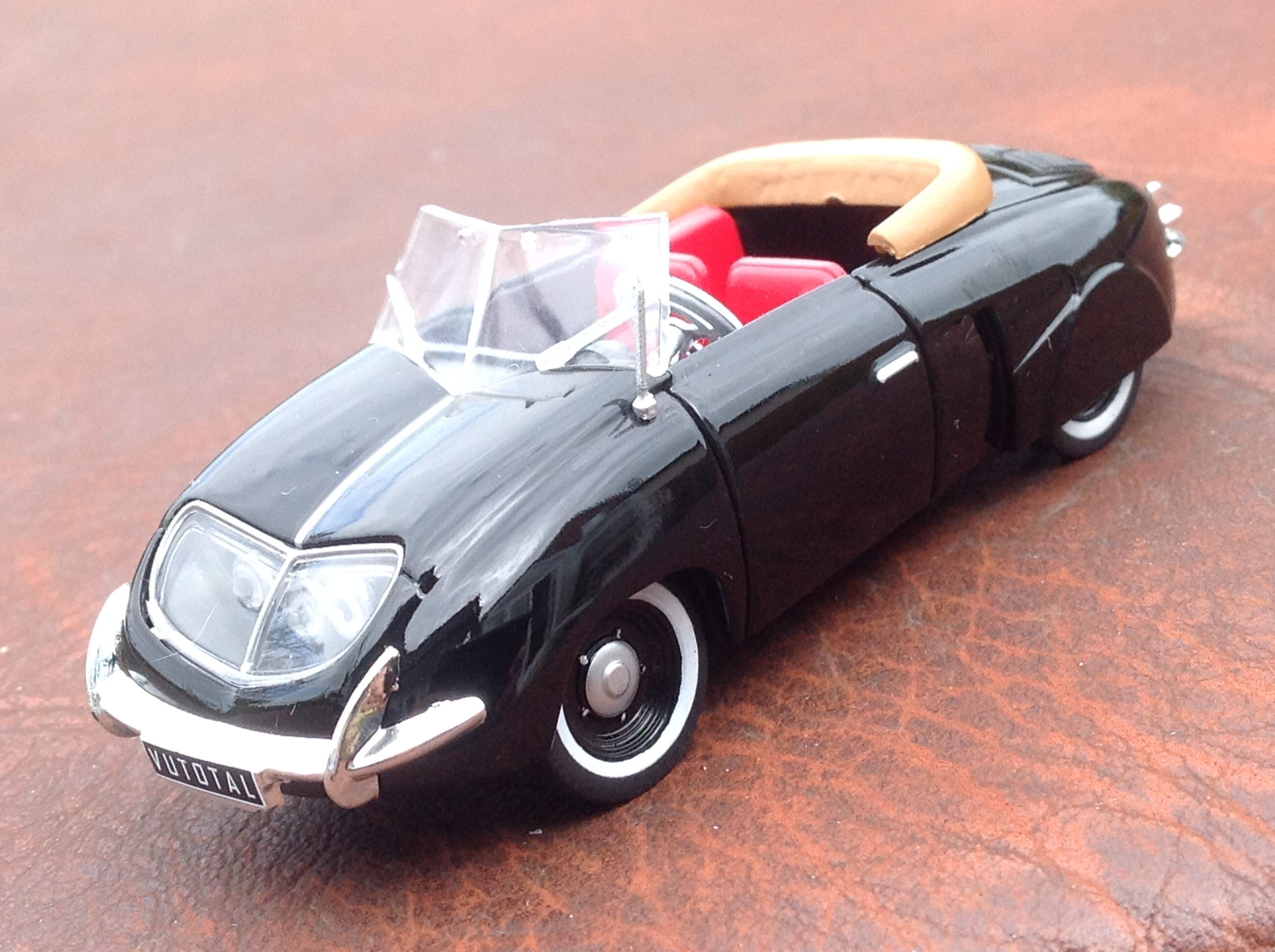
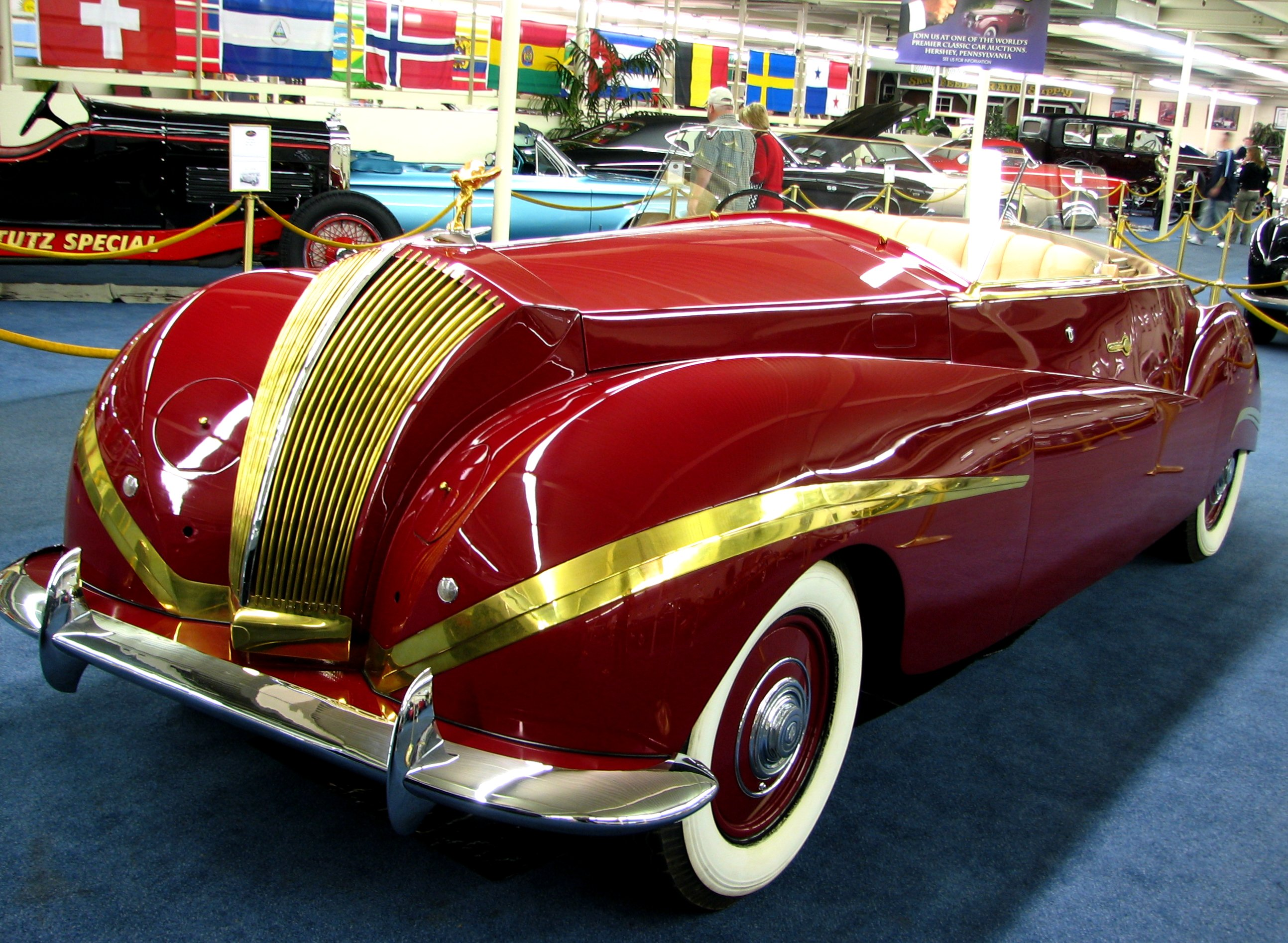
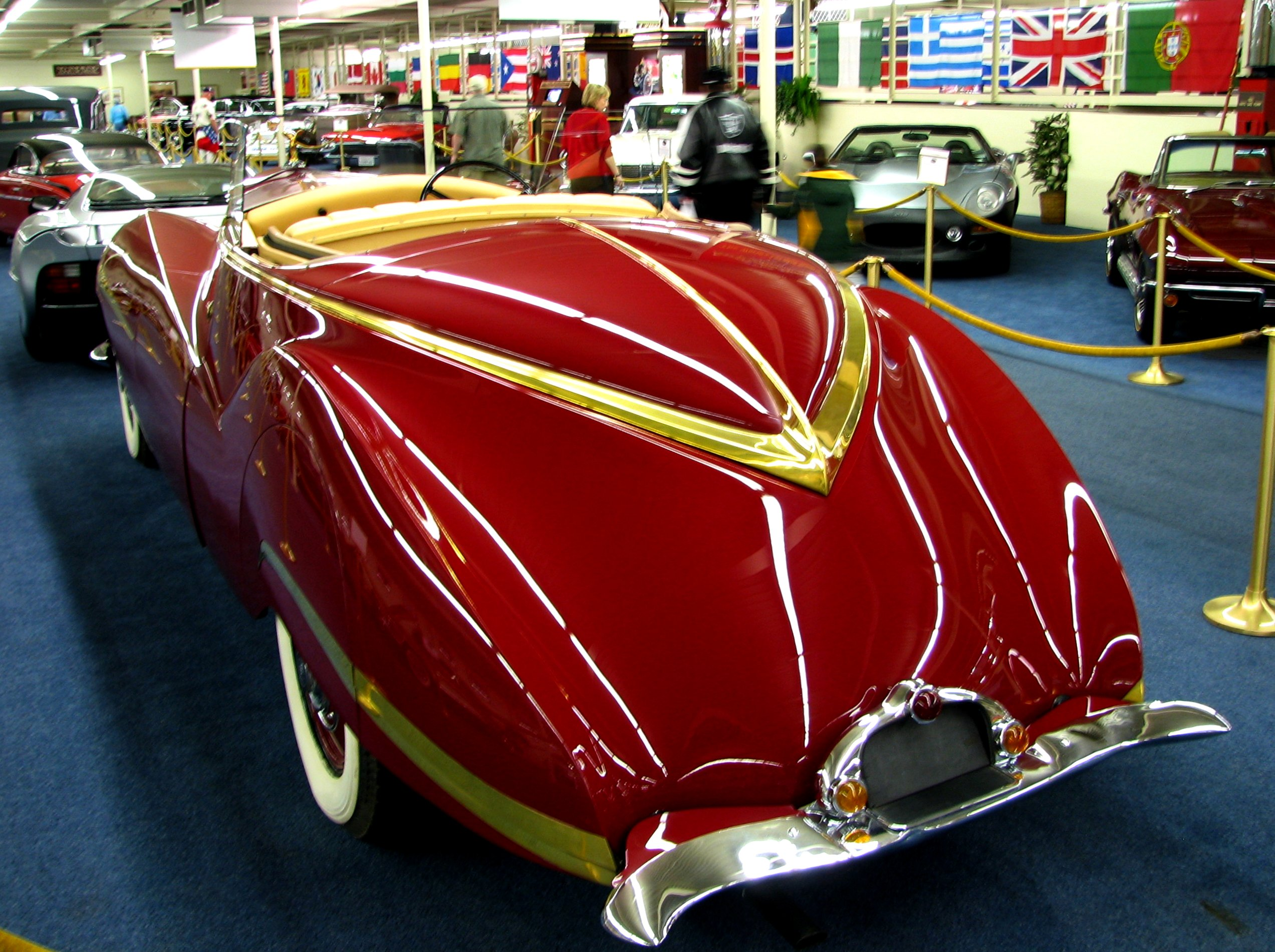
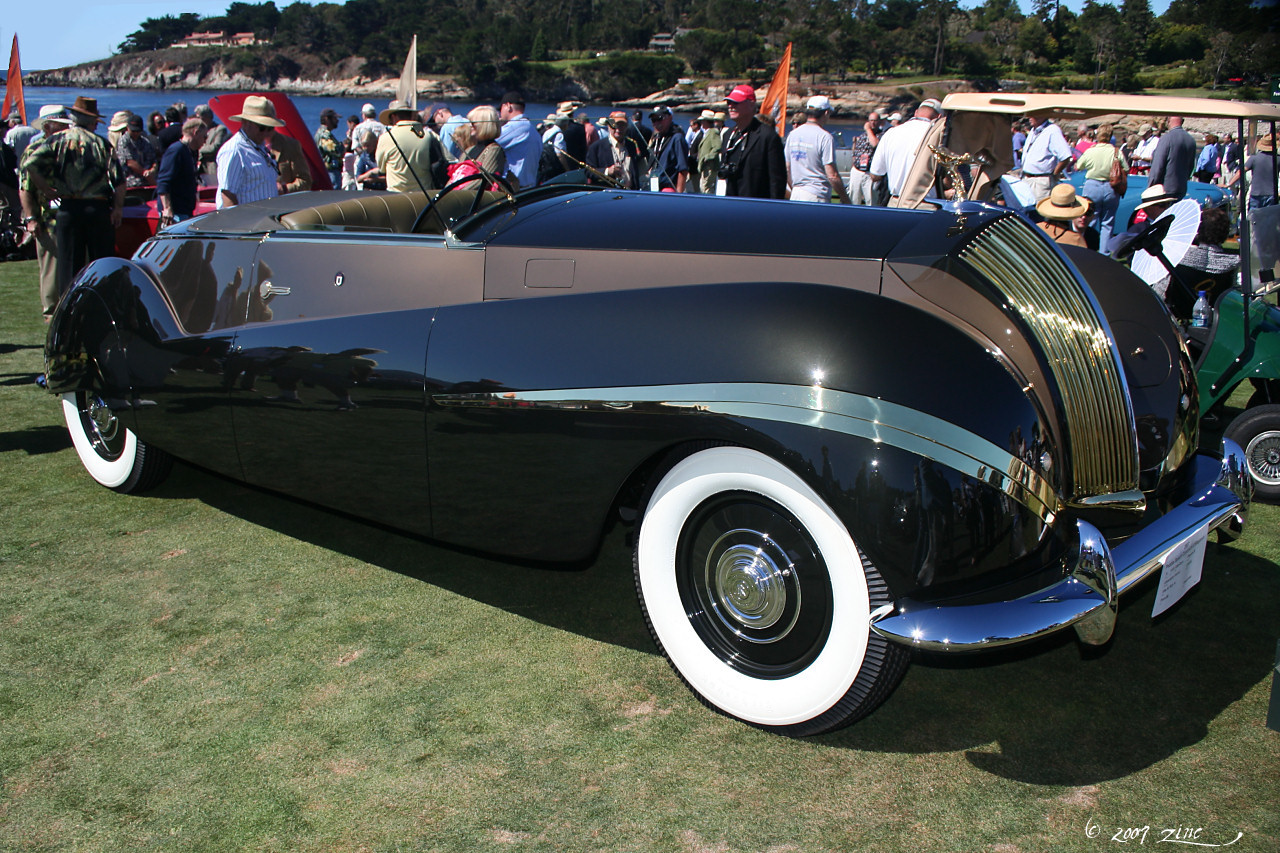

## Vie privée
Jean Henri-Labourdette épouse Georgette Vial-Debacker le 21 décembre 1912, dans le 16e arrondissement de Paris, dont il a deux enfants : l'architecte Jacques Henri-Labourdette en 1915, et l'actrice Élina Labourdette en 1919.

## Quelques réalisations

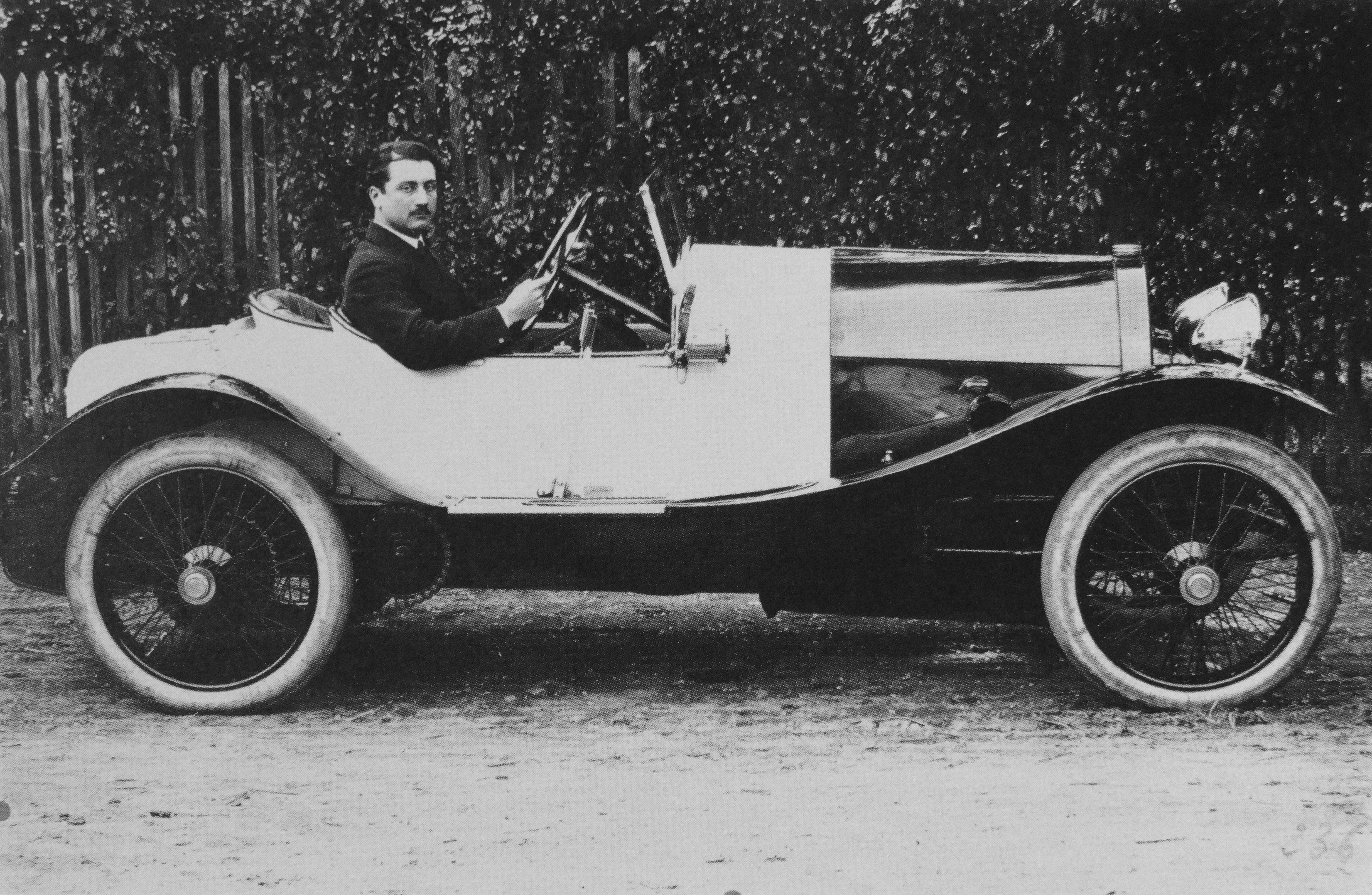
Bugatti Type 18 Black Bess Labourdette de Roland Garros en 1912

En 1912 le célèbre aviateur français Roland Garros s'achète une Bugatti Type 18 de Grand Prix automobile (Châssis 474) à l'Usine Bugatti de Molsheim. Il l'a fait carrosser en Torpédo par Labourdette. Abattu en vol à l'age de 30 ans, durant la Première Guerre mondiale en 1918, Ettore Bugatti baptise son plus jeune fils Roland Bugatti en mémoire de son ami, et les sept exemplaires de Bugatti Type 18 Labourdette produits sont baptisés depuis « Black Bess Roland Garros » rapport à la jument noire de Dick Turpin.
Entre 1912 et les années 1920 sa série « Torpédo-Skiff Labourdette » (inspiré des bateaux skiff, bateau runabout en bois, et des Woodies américains) est un des plus importants succès historiques de la marque.
En 1939 il conçoit son concept ultra design « Vutotal » à base de Rolls-Royce Phantom III cabriolet, avec un pare-brise sans montant (breveté fin 1935 par l'ingénieur Joseph Vigroux), des phares encastrés sous glaces dans un capot creux, des ailes arrière sans découpes, et des pare-chocs très fins, vendu au prix exceptionnel de 44 000 $ (soit le prix d'une dizaine de maisons américaines moyennes à 4 000 $ de l'époque,). En 1951 une étude de petit cabriolet « Vutotal » 2 portes de conception plus classique inspiré des Renault 4CV de 1947 ne sera jamais concrétisé.